# B954公路
B954公路（英语：B954 road）苏格兰安格斯的一条公路。從蘇格蘭的北部延伸到南部。西北方是邓迪。附近有麦格雕刻石博物馆。